# کامپوزیت‌های زمینه سرامیکی

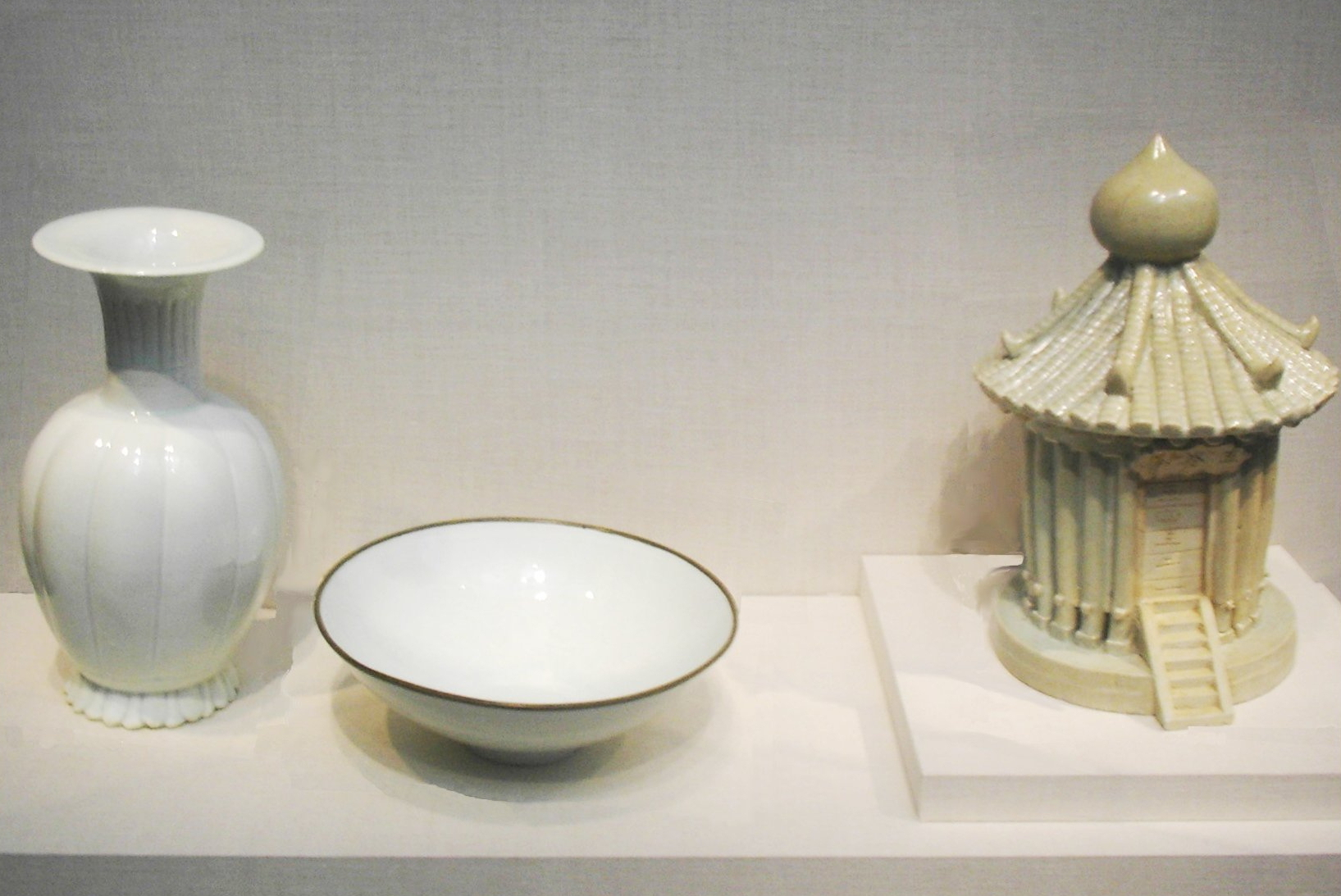
ظروف و تزئینات چینی از دورهٔ دودمان سونگ.

کامپوزیت‌های زمینه سرامیکی (CMC) دسته ای از کامپوزیتها هستند که از الیاف کوتاه یا بلند در زمینه سرامیکی ساخته می‌شوند. این دسته از کامپوزیت‌ها برای انتقال بار از بین الیاف و ماتریس طراحی و ساخته شده‌اند.
سرامیک‌ها مواد جامدی هستند که اجزاء اصلی تشکیل دهنده آن‌ها، مواد معدنی غیر فلزی بوده، که ابتدا شکل گرفته و سپس در حرارت سخت می‌شوند. به‌طور کلی سرامیک‌ها به دو دسته سنتی و مدرن تقسیم می‌شوند.

## سرامیک‌های سنتی
مواد اولیه آن‌ها عمدتاً بر پایه ترکیبات سیلیکات است. سیمان، شیشه، صنایع چینی، کاشی‌ها و غیره از این دسته‌اند.

## سرامیک‌های مدرن (صنعتی)
این نوع سرامیک‌ها امروزه پهنه وسیعی از صنعت سرامیک را تشکیل داده‌اند و به دو صورت اکسیدی نظیر آلومینا، زیرکونیا و اکسید اورانیوم و غیراکسیدی نظیر کاربیدها، نیتریدها، سولفیدها، سیلیسیدها و بورایدها یافت می‌شوند.

## ساختارهای سرامیکی

### جامدات کووالانسی
در این نوع جامدات، پیوند کووالانسی، اتم‌ها را به صورت بسیار محکمی به یکدیگر اتصال می‌دهد و سبب سختی بسیار زیاد و نقطه ذوب بالای این گونه جامدات می‌شود. از آن‌جائی‌که پیوند کووالانسی از نوع جهت‌دار است بنابراین ساختار جامدات کووالانسی حاصله، به‌هم‌فشرده نیست که این امر تأثیر به‌سزایی بر روی دانسیته و ضریب انبساط حرارتی دارد. به‌طوری‌که سرامیک‌هایی با ساختار کووالانسی دارای ضریب انبساط حرارتی پایینند، که این خود به دلیل آن است که در این حالت رشد هر یک از اتم‌ها در اثر حرارت توسط فضای خالی موجود در ساختار جذب می‌شود. هم چنین این مواد به علت عدم وجود یون یا الکترون آزاد، عایق‌های الکتریکی و حرارتی خوبی‌اند. الماس، کاربید سیلیسیوم, ژرمانیم، سیلیسیم و غیره جامدات کووالانسی‌اند.

### جامدات یونی

سلول واحد ساختار مکعبی ساده

ساختار کریستالی جامدات یونی توسط تعداد اتم‌های موردنیاز برای ایجاد خنثایی الکتریکی و نیز به هم فشردگی مناسب بر پایه اندازه نسبی یون‌ها تخمین زده می‌شود.
به‌طور خلاصه ساختارهای سرامیکی معمول عبارتند از:
- مکعبی ساده SC
- مکعبی فشرده FCC
- هگزاگونال فشرده HCP

## مزایای کامپوزیت‌های زمینه سرامیکی
- مقاومت در برابر اکسیداسیون
- قابلیت تحمل دمای بالا
- مقاوم به سایش
- چگالی پایین
- مقاومت در برابر فرسایش
- ضریب انبساط حرارتی پایین
- مقاومت به خوردگی بالا
- عایق الکتریکی
- استحکام فشاری و سختی بالا

بارزترین مشکلی که کامپوزیت‌های زمینه سرامیکی دارند این است که مقاومت آن‌ها در برابر بارهای مکانیکی و حرارتی کم است و به سرعت دچار ترک می‌شوند. از جمله راه کارها برای افزایش مقاومت در برابر شکست این کامپوزیت‌ها، استفاده از ویسکرهای سرامیکی ست. اما بهترین روش برای افزایش مقاومت در برابر ترک و شکست استفاده از الیاف‌های بلند است که این روش دارای معایبی از جمله افزایش چگالی است. متداول‌ترین الیاف سرامیکی مورد استفاده در کامپوزیت‌های زمینه سرامیکی، کربن، سیلیکون کاربید (Sic)، آلومینا (Al2O3)، مولایت (Al2O3-Si2O).

## الیاف سرامیکی

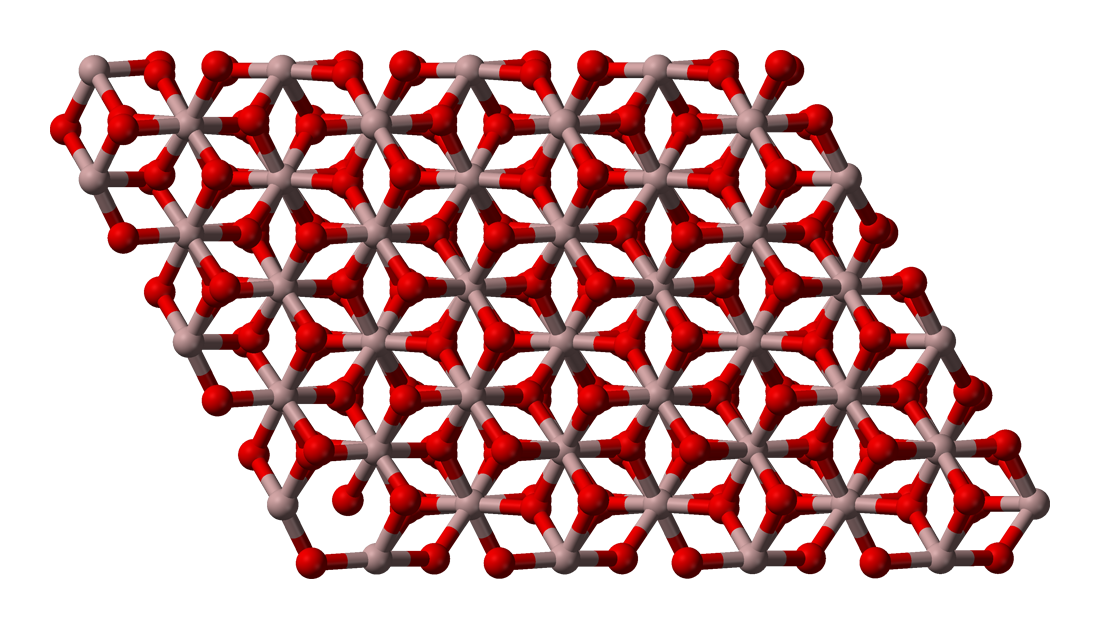
Corundum-3D-balls

الیاف سرامیکی، الیاف ساخته شده از مواد پشم سرامیک است که مقاوم به درجه حرارت بالا (۲۰۰۰ تا ۳۰۰۰ درجه فارنهایت) هستند. الیاف سرامیکی در دو کلاس عمومی در دسترس هستند: 
1. الیاف غیر اکسیدی، که اساساً بر روی کاربید سیلیوم بتا فاز (SiC) است؛
2. الیاف اکسید، بر اساس سیستم آلومینا - سیلیکا (Al2O3-SiO2)

تولید الیاف سرامیک خوب برای اولین بار نیازمند یک فیبر الیاف یا مواد معدنی پیشرو است که پس از آن به مدت زمان بسیار کوتاهی حرارت داده می‌شود و به صورت پیرولیز می‌شود. الیاف سرامیکی را می‌توان از طریق رسوب شیمیایی بخار، طراحی ذوب، چرخش و اکستروژن تولید کرد.
مواد سرامیکی با کارایی بالا برای کاربردهای ساختمانی با درجه حرارت بالا مورد توجه هستند، اما به رسمیت شناخته شده‌است که شکنندگی ذاتی آن‌ها و گرایش به شکست‌های غیرقابل پیش‌بینی، قبل از پذیرش گسترده به عنوان مواد مهندسی، مشکلات عمده فنی را فراهم می‌کنند. به همین دلیل در حال حاضر افزایش علاقه به توسعه الیاف سرامیک تقویت شده، بیشتر شده‌است. این اصل در کار با الیاف کربن در ماتریس‌های سرامیکی نشان داده شده‌است، گرچه کاربرد این کامپوزیت‌ها با توجه به حساسیت الیاف به اکسیداسیون در دمای بالای ۴۰۰ درجه سانتیگراد محدود است.
الیاف استاندارد سرامیکی از مواد معدنی، عمدتاً اکسید آلومینیوم (Al2O3) و دی‌اکسید سیلیسوم (SiO2) ساخته می‌شوند که منجر به ترموستگی بسیار بالا می‌شوند. در شرایط عادی، الیاف سرامیکی استاندارد را می‌توان در دماهای بالا تا ۱۲۶۰ درجه سانتیگراد استفاده کرد. با افزودن مقادیر کم، مانند اکسید زیرکونیوم (ZrO2)، دمای کاربرد را می‌توان تا حدود ۱۶۰۰ درجه سانتی گراد افزایش داد. محصولات الیاف سرامیک در مناطقی که خواص عایق الکتریکی در دماهای بالا مورد استفاده قرار می‌گیرد – برای بسته‌بندی و اتصالات انبساطی استفاده می‌شود. اگر هیچ پوششی مکانیکی وجود نداشته باشد، الیاف سرامیکی می‌توانند به عنوان تنها مواد مقاوم در تماس با فرایندهای با درجه حرارت بالا استفاده شوند، مثلاً در کوره های‌ حرارتی فلز، شیشه و غیره. فیبر سرامیکی با کیفیت‌های مختلف تولید می‌شود.

## خواص عمومی محصولات الیاف سرامیک
- ثبات دمای بالا
- مقاومت در برابر شوک حرارتی عالی
- ثبات درجه حرارت خوب
- تراکم کم
- هدایت حرارتی کم
- غیرقابل انعطاف
- انعطاف‌پذیری خوب
- مقاومت به مواد شیمیایی
- محدودیت استفاده مداوم ۱۲۶۰ درجه سانتیگراد
- نقطه ذوب ۱۷۹۰ درجه سانتیگراد [۷]

## کاربرد الیاف سرامیک
- کوره صنعتی، کوره و اجاق گاز
- مفاصل گسترش کوره، درب، سقف عایق بندی سقف
- مواد عایق لوله با درجه حرارت بالا
- پوشش بخاری لوله‌های خشک کن‌ها و پوشش‌های تجاری
- کوره‌های حرارتی

الیاف سرامیکی نسوز به واسطه خواص آنها، مانند وزن سبک، مقاومت کششی بالا، پایداری با درجه حرارت بالا، بازده عایق بندی شده و مقاومت در برابر شوک حرارتی، به‌طور گسترده‌ای برای عایق سازی در دیگ‌های حرارتی و پشم سنگ و پشم شیشه استفاده می‌شود. آن‌ها همچنین به عنوان ماده مهر و موم در صنایع مانند صنایع متالورژی، برق، مکانیکی و شیمیایی بسیار مورد استفاده قرار می‌گیرند. علاوه بر این، سرامیک نسوز، مواد مناسب برای صرفه جویی در انرژی و افزایش بهره‌وری است، که موجب صرفه جویی حدود ۱۵٪ انرژی در کوره گرمای مداوم و ۳۰٪ در کوره حرارت متناوب صنعتی است.

## روش تهیه الیاف سرامیکی
الیاف سرامیکی در حقیقت فیبرهای سیلیکات آلومینیوم می‌باشند که از ذوب و دمیدن مذاب کائولن با درصد آلومینای بالا یا مواد مرسوم تری شامل ترکیبی از پودر خالص آلومینا و سیلیس مخلوط شده تشکیل می‌گردد. مخلوط آلومینا و سیلیس پس از ذوب درکوره قوس الکتریکی در دمایی حدود ۲۰۰۰°C به وسیلهٔ هوای فشرده دمیده می‌شود یا بروی غلتک‌های چرخان به وسیلهٔ نیروی گریز از مرکز به الیاف تبدیل می‌شوند. در حین دمش، جریان مذاب به قطرات کوچکی تبدیل می‌شود که در ادامه پروسه به صورت الیاف کشیده می‌شوند. این الیاف طول‌های متفاوت حداکثر تا اندازه mm 50 و قطر تقریبی ۲ الی µm 3 دارند که البته در روش سانتریفوژ، اعمال نیروی گریز از مرکز و دمش باهم، عمل ساخت الیاف را تکمیل کرده و طول الیاف در این روش mm 250 و قطر آن معمولاً همان ۲ الی µm 3 می‌باشد. الیاف تشکیل شده سفید رنگ، شیشه ای یا غیر بلوری بوده (آمورف) و این الیاف می‌توانند جهت ساخت انواع عایق‌های نسوز با شکل‌های متفاوت جهت کاربرد در دمای بالا تا ۱۴۵۰°C استفاده گردد.

## مراحل ساخت کامپوزیت‌های زمینه سرامیکی
- ایجاد پیش فرمی از فاز دوم
- نفوذدهی ماتریس در فاز دوم
- عملیات نهایی به منظور کاهش عیوب و افزایش خواص مکانیکی

## روش‌های ساخت کامپوزیت‌های زمینه سرامیکی

### روش نفوذدهی

#### نفوذدهی مذاب
در این حالت با نفوذ دادن مذاب غیرفلزی در یک ماده متخلخل می‌توان کامپوزیت زمینه سرامیکی تولید کرد. این روش بسیار شبیه به نفوذدهی پلیمر مایع یا فلز مایع است با این تفاوت که در اینجا دما بسیار بالاتر از دو حالت قبل است و ویسکوزیته زیاد مذاب سرامیکی سبب می‌شود که فرایند نفوذدهی با مشکل همراه شود؛ بنابراین کنترل سیالیت مذاب نقش بسیار مهمی در این فرایند دارد. از این روش برای ساخت کامپوزیت‌های کربن/کربن استفاده می‌شود. در این حالت پیش‌فرمی از الیاف کربن بافته شده توسط هیدروکربن‌هایی نفوذ داده می‌شود و عملیات حرارتی در دمای بالا سبب تجزیه هیدروکربن و در نتیجه تبدیل آن به زمینه کربنی می‌شود.

#### نفوذدهی در فاز بخار
FCVI و ICVI:در این روش از یک نمونه هم دما استفاده می‌شود. به‌طور کلی این فرایند شامل تجزیه ایزوترمال یک ترکیب شیمیایی به شکل بخار به منظور ایجاد زمینه موردنظر برای کامپوزیت مزبور می‌باشد. به عنوان مثال برای تهیه کامپوزیت‌های SiC از الیاف کربن یا SiC ابتدا پیش فرمی از الیاف موردنظر در یک محفظه واکنشی نگهداری شده و سپس آن‌ها را تا حدود ۱۰۰۰ درجه سانتیگراد حرارت می‌دهند و سپس با عبور گاز واکنشی از میان محفظه و نفوذ آن در الیاف لایه‌های SiC بر روی هر یک از الیاف ایجاد می‌شود. FCVI:در این روش با ایجاد گرادیان دمایی در نمونه و با استفاده از جریان فشاری گاز به داخل نمونه نفوذ می‌کند. خواص مکانیکی در روش CVI بسیار بالا می‌باشد.

#### نفوذدهی سل
اختلاط محلول‌های موجود، حلال آلی و سوسپانسیون کلوییدی که در این حالت ژل ایجاد می‌شود و می‌توان با هیدرولیز ژل را به سل تبدیل کرد. در این حالت کنترل بسیار دقیق است.

### روش باند واکنشی
این روش اغلب برای تهیه کامپوزیت‌های زمینه SiC و Si3N4 به کار می‌رود. در این روش معمولاً مخلوط پودری حاوی مواد اصلی و موادی که در اثر واکنش پودر اصلی را سنتز می‌کنند تهیه نموده و پس از شکل دهی، جهت واکنش پودرها با هم عملیات حرارتی صورت می‌گیرد.

### سنتز احتراقی
در این روش از حرارتی که در اثر واکنش‌های گرمازا مابین اجزاء تشکیل‌دهنده تولید شده‌است، برای متراکم ساختن قطعات استفاده می‌شود. سرعت در این روش بسیار بالا است.

## مقایسه کامپوزیت سرامیکی از نظر هدایت الکتریکی و حرارتی
| Material                           | CVI-C/SiC | LPI-C/SiC | LSI-C/SiC | CVI-SiC/SiC | SiSiC |
| ---------------------------------- | --------- | --------- | --------- | ----------- | ----- |
| Thermal conductivity (p) [W/(m·K)] | ۱۵        | ۱۱        | ۲۱        | ۱۸          | >۱۰۰  |
| Thermal conductivity (v) [W/(m·K)] | ۷         | ۵         | ۱۵        | ۱۰          | >۱۰۰  |
| Linear expansion (p) [10−6·1/K]    | ۱٫۳       | ۱٫۲       | ۰         | ۲٫۳         | ۴     |
| Linear expansion (v) [10−6·1/K]    | ۳         | ۴         | ۳         | ۳           | ۴     |
| Electrical resistivity (p) [Ω·cm]  | –         | –         | –         | –           | ۵۰    |
| Electrical resistivity (v) [Ω·cm]  | ۰٫۴       | –         | –         | ۵           | ۵۰    |

جدول یک
P و V مربوط به جهت عمودی و موازی الیاف در ساختار دو بعدی می‌باشد.

## مقایسه ویژگی‌های کامپوزیت‌های سرامیکی
جدول دو
| Type of material        | Al2O3/Al2O3 | Al2O3 | CVI-C/SiC | LPI-C/SiC | LSI-C/SiC | SiSiC |
| ----------------------- | ----------- | ----- | --------- | --------- | --------- | ----- |
| Porosity (%)            | ۳۵          | <۱    | ۱۲        | ۱۲        | ۳         | <۱    |
| Density (g/cm3)         | ۲٫۱         | ۳٫۹   | ۲٫۱       | ۱٫۹       | ۱٫۹       | ۳٫۱   |
| Tensile strength (MPa)  | ۶۵          | ۲۵۰   | ۳۱۰       | ۲۵۰       | ۱۹۰       | ۲۰۰   |
| Elongation (%)          | ۰٫۱۲        | ۰٫۱   | ۰٫۷۵      | ۰٫۵       | ۰٫۳۵      | ۰٫۰۵  |
| Young's modulus (GPa)   | ۵۰          | ۴۰۰   | ۹۵        | ۶۵        | ۶۰        | ۳۹۵   |
| Flexural strength (MPa) | ۸۰          | ۴۵۰   | ۴۷۵       | ۵۰۰       | ۳۰۰       | ۴۰۰   |

## کاربردهای کامپوزیت زمینه سرامیکی
- سیستم‌های حرارتی برای وسایل نقلیه فضایی که این وسایل تحت تنش‌های حرارتی بالایی قرار دارند.[۱۵][۱۶]
- قطعاتی برای توربین‌های گازی با دمای بالا و پره‌های توربین[۱۷][۱۸]
- دیسک‌های ترمز و اجزای سیستم ترمز که در شوک‌های حرارتی بالا قرار دارند.[۱۹]
- اجزای یاتاقان که تحت بارهای سنگین می‌باشند و نیاز به مقاومت در برابر سایش و خوردگی دارند.[۲۰]

معمولاً کاربرد کامپوزیت‌های سرامیکی به دو دسته هوا فضایی و غیرهوا فضایی تقسیم می‌شوند. در کاربردهای هوافضایی مسئله اصلی، عملکرد کامپوزیت است. در حالی که در کاربردهای غیر هوا فضایی عامل قیمت بسیار مهم است. کامپوزیت‌های سرامیکی با الیاف پیوسته، عموماً دارای خواص مکانیکی ویژه بالایی هستند و می‌توانند در کاربردهای هوا فضایی با دمای بالا به کار گرفته شوند. کامپوزیت‌های کربن/کربن با پوشش سیلیسیم کاربید به عنوان محافظ حرارتی در شاتل‌های فضایی استفاده شده و کامپوزیت‌های کاربید سیلیسیم/ کربن مواد مناسبی برای هواپیماها هستند. از کاربردهای غیر هوا فضایی کامپوزیت‌های سرامیکی می‌توان به اجزای موتورهای دما بالا، مته و ابزار تراش، اجزای مقاوم در برابر سایش، لوله اگزوز، نازل، لوله‌های مبدل گرما و غیره اشاره کرد.

### کاربردهای دیگر
- فلپ‌های کنترل رانش برای جت‌های نظامی[۲۱]
- کاربردهای هسته‌ای[۳]
- اجزای رآکتور همچوشی و شکافت[۳]
- در مهندسی پزشکی به خصوص در ساخت داربست استخوانی و دندانی
- در دندانپزشکی به عنوان روکش سرامیکی[۲۲]